# Hippenmasse

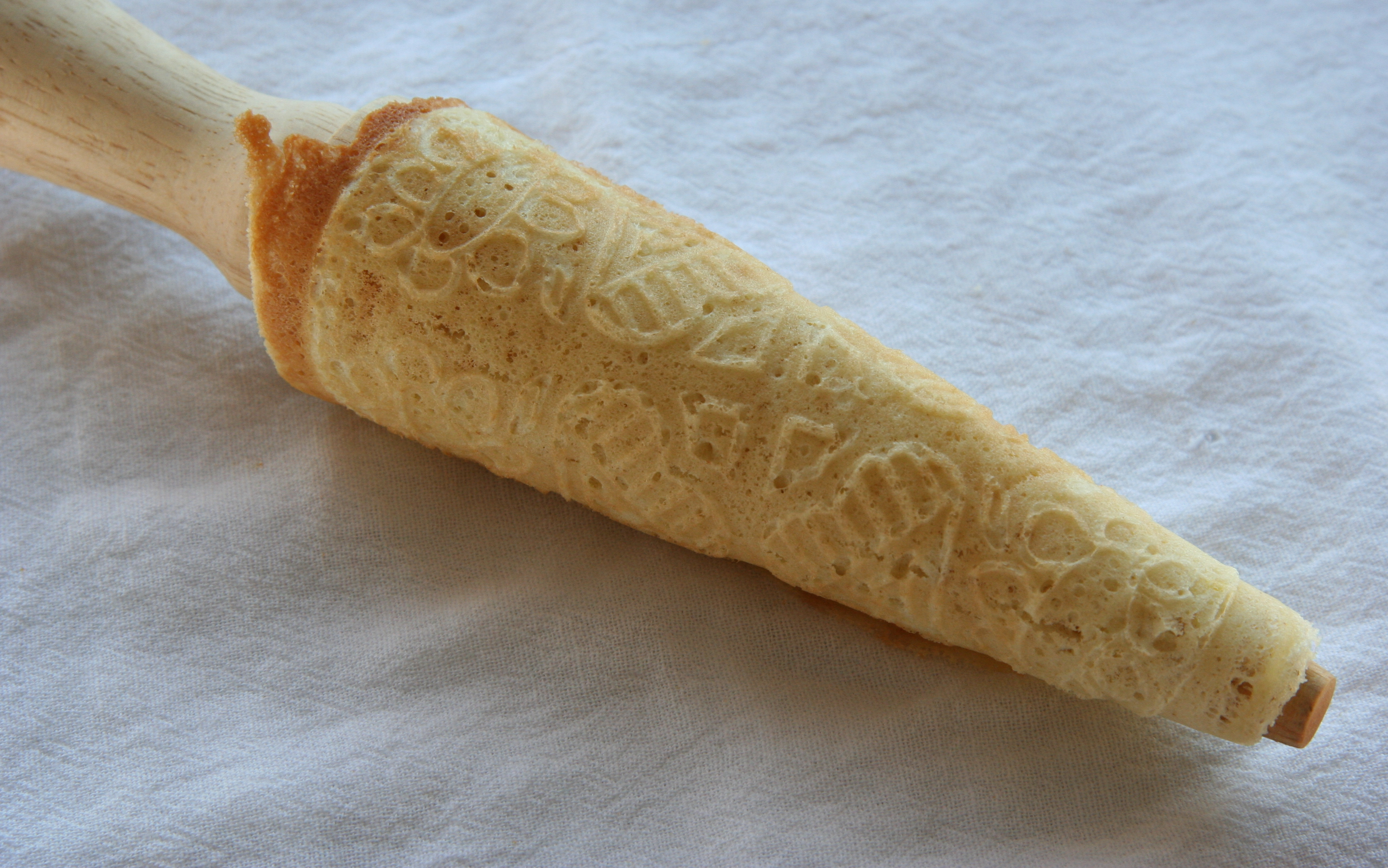
Auf einer hölzernen, konischen Form gerollte Hippe

Hippenmassen sind streichfähige Massen, die in der Konditorei oder Bäckerei zur Herstellung von Hohlhippen, Eiswaffeln, Coupes, Cornets, Körbchen, Rollen, „Schlotfegern“, Blumen oder anderen Dekorartikeln verwendet werden.

## Arten
- Echte Hippenmasse (Marzipanhippenmasse) besteht aus Marzipanrohmasse, Puderzucker, Weizenmehl, Milch oder Sahne.
- Falsche Hippenmasse (Volleihippenmasse) besteht aus Vollei, Puderzucker und Weizenmehl.
- Eiklarhippenmasse wird aus Eiklar, Zucker, Weizenmehl und geriebenen Mandeln oder Haselnüssen hergestellt.[1]

## Herstellung
Die Zutaten werden zu einer glatten, geschmeidigen Masse verarbeitet. Danach werden Mehl und Milch / Sahne zugeben. Die Masse wird vorsichtig gerührt und darf nicht geschlagen werden, denn die eingeschlagene Luft bewirkt beim Backen unerwünschte Blasen und Flecken. Hippenmasse ist gekühlt mehrere Tage haltbar, sodass sie auf Vorrat hergestellt werden kann.
Nach dem Aufstreichen in Schablonen auf leicht gefettete Bleche oder einer Silikonmatte wird in zwei Phasen gebacken. Zuerst wird die Masse angebacken, bis sie nicht mehr glänzt und klebt. Nach dem Abkühlen wird sie ausgebacken, bis sie gleichmäßig goldbraun ist.
Nach dem Backen ist das Backgut weich und wird heiß geformt, z. B. mit einem Cornetholz. Nach dem Auskühlen wird die Masse fest und ergibt ein splittriges Gebäck.

## Rohstoffeinfluss
- Zucker macht das Gebäck spröde und den knackigen Biss. Puderzucker ist zu bevorzugen, denn Kristallzucker löst sich nur schwer auf, so dass die Masse einen Tag ruhen muss.
- Eiklar sorgt für die nötige Bindung. Wird ausschließlich Eiklar verwendet, dann wird das Gebäck spröde und hart. Beim Backen wirft das Gebäck durch den hohen Wasserverlust Blasen durch Wasserdampfbildung und führt zu einer uneinheitlichen Farbe.
- Mehl sorgt für Bindigkeit, wodurch beim Formen die erforderliche Elastizität vorhanden ist.
- Milch / Sahne liefert die nötige Flüssigkeit zur Kleberbildung. Die Masse wird weich und gut formbar.

Gewürzt wird die Hippenmasse mit Vanille, Zimt, Arrak, Zitrone oder Süßwein. Auch die Aromatisierung und Färbung mit Kakaopulver ist üblich. 